# Asianismus
Der Asianismus (das heißt aus Asien stammend) war ein Stil in der antiken Rhetorik, der im 3. Jahrhundert v. Chr. in den griechischen Städten Kleinasiens entstanden war, und als dessen Begründer Hegesias von Magnesia (um 320–280 v. Chr.) gilt. Im 1. Jahrhundert v. Chr. wurde dieser Stil in der Attizismus-Asianismus-Debatte kontrovers diskutiert. Unter Asianismus wird ein Stil verstanden, der die Sätze kunstvoll schmückt und extravagant gestaltet. 
Mit der in hellenistischer Zeit sich durchsetzenden Verlagerung des wirtschaftlichen und kulturellen Schwerpunkts vom griechischen auf das asiatische Festland löste sich die Bindung der Rhetoriker an die attische Tradition der Redekunst. Die Asianer setzten sich eine glänzendere und wirkungsvollere Redeweise zum Ziel, die von den Attizisten als Schwulst und Pathos, Effekthascherei sowie Manierismus abgetan wurde. 
Als bedeutender Vertreter des Asianismus gilt Hortensius Hortalus (114–50 v. Chr.), der sich jedoch damit abfinden musste, dass seine Art zu reden von den Vertretern des Attizismus, die auf Einfachheit und Sachlichkeit achteten, mit schlechtem Stil gleichgesetzt wurde.
Cicero, der sich im Brutus und Orator mit der Asianismus-Attizismus-Debatte befasste, differenzierte zwei asianische Stilarten: zum einen den Sentenzstil, der aus kurzen, antithetisch aufgebauten, pointiert zugespitzten, rhythmisierten Sätzen besteht. Diese Sätze sollen durch ihre kunstvolle Form Aufmerksamkeit auf sich ziehen, was durch eine parallele oder chiastische Satzstruktur sowie einen Fokus auf den Rhythmus des Satzes gelingt. Der Schwerpunkt liegt bei diesem ersten Stil somit auf der formalen Gestaltung des Satzes. Der zweite Typ hat das Ziel, durch die Wörter einer Rede einen „leidenschaftlichen Strom“ zu entwickeln. Die Wortfülle ist verbunden mit dem gewissenhaften Überlegen, welches Wort schmuckhaft und geistreich wirkt. Beide Arten haben als Gemeinsamkeit die freie Lexis, wodurch Wortneuschöpfungen, Archaismen oder Poetismen nicht selten vorkommen.
Der Begriff des Asianismus wurde von den Attizisten auch als Waffe gegen die römischen Kontrahenten benutzt. Eine einheitliche und selbstständige asianische Schule mit eigenem Lehrprogramm hat nie existiert, und auch die Asianer verstanden sich selbst nicht als solche.
In der frühen Kaiserzeit ging der asianische Stil in den sogenannten modernen Stil über mit Seneca als bedeutendstem Vertreter.